# Piotr Patkowski
Piotr Andrzej Patkowski (ur. 2 grudnia 1991 w Lipsku) – polski urzędnik państwowy i polityk.

## Życiorys
Absolwent III Liceum Ogólnokształcącego im. płka Dionizego Czachowskiego w Radomiu. Ukończył prawo na Uniwersytecie Marii Curie-Skłodowskiej w Lublinie. Jest założycielem lubelskiego oddziału Stowarzyszenia Studenci dla Rzeczypospolitej. Należał również do Stowarzyszenia KoLiber. W 2019 był likwidatorem Instytutu Europy Środkowo-Wschodniej.
W 2019 jako kandydat Prawa i Sprawiedliwości ubiegał się z 18. miejsca o mandat poselski w wyborach parlamentarnych w okręgu nr 6. Uzyskał 1028 głosów i nie zdobył mandatu.
Pracował w Biurze Prawnym Ministerstwa Energii i w gabinecie politycznym wicepremiera, ministra rozwoju i finansów Mateusza Morawieckiego. Następnie był doradcą Prezesa Rady Ministrów Mateusza Morawieckiego w Kancelarii Prezesa Rady Ministrów. W 2020 był Koordynatorem Oceny Skutków Regulacji. Uczestnik Zespołu Programowania Prac Rządu.
Został wiceprzewodniczącym Rady Polskiego Instytutu Ekonomicznego. 16 kwietnia 2020 został powołany na stanowisko podsekretarza stanu w Ministerstwie Finansów i Głównego Rzecznika Dyscypliny Finansów Publicznych. W 2021 został członkiem Rady Narodowego Instytutu Wolności – Centrum Rozwoju Społeczeństwa Obywatelskiego.
Po wyborach parlamentarnych w listopadzie 2023 odszedł ze stanowisk w Ministerstwie Finansów i następnie został prezesem Polskiej Agencji Nadzoru Audytowego. 26 stycznia 2024 został odwołany z tej funkcji przez Andrzeja Domańskiego, ministra finansów w trzecim rządzie Donalda Tuska.

## Życie prywatne
W 2021 zaręczył się z Olgą Semeniuk, ówczesną wiceminister i radną Warszawy. W listopadzie 2022 wzięli ślub.